# Klęskowo (Szczecin, 1955–1976)
Klęskowo – dawne osiedle administracyjne Szczecina, należące do dzielnicy Dąbie. Istniało w latach 1955–1976. Według danych z 6 grudnia 1960 r. osiedle zamieszkiwało 2135 osób.
W 1990 r. przywrócono zlikwidowany w 1976 r. podział miasta na cztery dzielnice. Powołano wówczas nowe osiedle o nazwie Bukowe-Klęskowo, które weszło w skład dzielnicy Prawobrzeże – sukcesora dzielnicy Dąbie.